# Alluvialboden

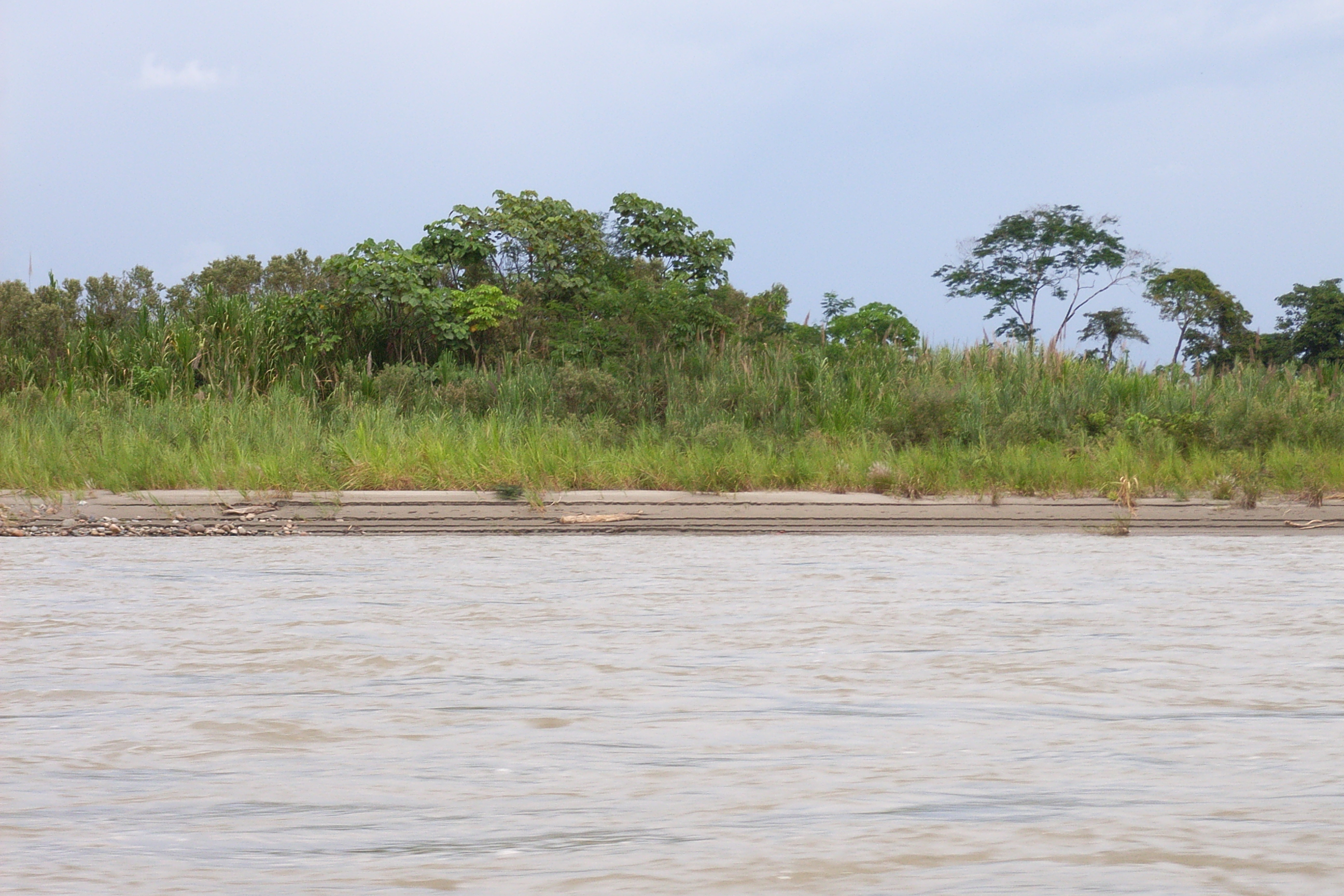
Alluvialboden am Río Napo, Ecuador

Alluvialböden oder Alluvionen (lateinisch alluvio ‚Anschwemmung‘) sind junge Schwemmböden an Meeresküsten, Flussufern und Seen. Auch Gletscher können Alluvialböden ablagern.

## Entstehung
Durch die Strömung des Wassers erfolgen entlang eines Flusslaufes Abtragung, Transport und Ablagerung von zerkleinerten, überwiegend mineralischen Feststoffen in Form von Geröll (Kies, Schotter), Sand und Schlamm. An schnell fließenden Stellen des Flusses wird dabei mehr Material mitgerissen (erodiert) als abgelagert. Erst an strömungsärmeren Stellen wird mehr abgelagert als erodiert. An besonders träge fließenden Flussabschnitten wird nurmehr Sand und Schlamm abgelagert, woraus sich die Alluvialböden bilden. Dies erfolgt insbesondere in Mündungsdeltas und in den sogenannten Schwemmebenen abseits von Küsten und Seen.
Die Menge an Feststoffen, die von großen Flüssen transportiert und abgelagert wird, ist enorm. Die Namen vieler Flüsse beziehen sich z. B. auf die Farbe des feinkörnigeren Materials, welches vom Fluss in Schwebe transportiert wird und ihm seine Farbe gibt. So bedeutet der Name des chinesischen Flusses Huang He übersetzt „Gelber Fluss“ und der Missouri River in den USA hat den Beinamen Big Muddy (wörtlich: großer Schlammiger). Es wird geschätzt, dass der Mississippi River in den USA jährlich 406 Millionen Tonnen Lockersediment befördert, der Huang He sogar ca. 796 Millionen Tonnen und der italienische Po immerhin noch etwa 67 Millionen Tonnen.

## Zusammensetzung
Obwohl auch kleinere Flüsse solche Ablagerungen hervorrufen können, sind es die Alluvialböden in großen Flussdeltas, die eine gewisse geologische Bedeutung haben. Diese Böden bestehen typischerweise aus einer Vielzahl unterschiedlicher Materialien. Die Feinbestandteile, auch Schlick genannt, bestehen hauptsächlich aus Sand und Ton. Aber auch größere Partikel wie z. B. Kies und Geröll sind oftmals in einem weiten Korngrößenbereich vorhanden. Außerdem können diese Schwemmböden größere Mengen an Erzen, Edelmetallen wie Gold und Platin sowie Edelsteine enthalten. Solche sogenannten Seifenlagerstätten können sehr ergiebig sein. Durch einen ebenfalls meist hohen Anteil an organischen Verbindungen sind Alluvialböden in der Regel sehr nährstoffreich. So führt beispielsweise die jährliche Ablagerung von Sedimenten an den Ufern des Nils dazu, dass in Ägypten schon seit dem 4. Jahrtausend vor Christus Getreide ohne künstliche Düngung angebaut wird. Im Laufe der Zeit wurden viele flache Seen mit Alluvionen zugeschwemmt, wodurch sehr fruchtbare Flächen entstanden sind.